# Aleksandr Zhúkov
Aleksandr Dmítrievitx Zhúkov (rus: Алекса́ндр Дми́триевич Жу́ков; nascut l'1 de juny de 1956 a Moscou) és un economista i polític rus.

## Biografia
Va estudiar a la Universitat Harvard. Va ser membre de la Duma Estatal des de 1994 fins a 2004, quan va ser designat com a Viceprimer Ministre del govern rus. Fou vicepresident de la Duma Estatal des del 21 de desembre del 2011 i, des del 2010, president del Comitè Olímpic Rus.
Va ser designat membre del Comitè Olímpic Internacional (COI) en la 125a sessió del COI duta a terme a Buenos Aires, Argentina, al setembre de 2013. També fou president de la Federació Russa d'Escacs entre 2003 i 2009.